# Duck Key (Florida)
Duck Key ist ein census-designated place (CDP) im Monroe County im US-Bundesstaat Florida Das U.S. Census Bureau hat bei der Volkszählung 2020 eine Einwohnerzahl von 727 ermittelt.

## Geographie
Der CDP Duck Key befindet sich auf der gleichnamigen Insel Duck Key, die den Florida Keys angehört. Sie liegt am Overseas Highway (U.S. 1, SR 5) und befindet sich etwa 90 km von Key West und 150 km von Miami entfernt.

## Demographische Daten
Laut der Volkszählung 2010 verteilten sich die damaligen 621 Einwohner auf 260 Haushalte. Die Bevölkerungsdichte lag bei 282,3 Einw./km². 83,7 % der Bevölkerung bezeichneten sich als Weiße, 14,7 % als Afroamerikaner, 0,2 % als Indianer und 0,2 % als Asian Americans. 0,3 % gaben die Angehörigkeit zu einer anderen Ethnie und 1,0 % zu mehreren Ethnien an. 6,8 % der Bevölkerung bestand aus Hispanics oder Latinos.
Im Jahr 2010 lebten in 10,4 % aller Haushalte Kinder unter 18 Jahren sowie 42,3 % aller Haushalte Personen mit mindestens 65 Jahren. 58,8 % der Haushalte waren Familienhaushalte (bestehend aus verheirateten Paaren mit oder ohne Nachkommen bzw. einem Elternteil mit Nachkomme). Die durchschnittliche Größe eines Haushalts lag bei 1,95 Personen und die durchschnittliche Familiengröße bei 2,31 Personen.
6,8 % der Bevölkerung waren jünger als 20 Jahre, 25,1 % waren 20 bis 39 Jahre alt, 33,2 % waren 40 bis 59 Jahre alt und 34,7 % waren mindestens 60 Jahre alt. Das mittlere Alter betrug 53 Jahre. 51,2 % der Bevölkerung waren männlich und 48,8 % weiblich.
Das durchschnittliche Jahreseinkommen lag bei 51.200 $, dabei lebten 7,7 % der Bevölkerung unter der Armutsgrenze.
Im Jahr 2000 war Englisch die Muttersprache von 100 % der Bevölkerung.